# Parametr (automatyka)
Parametr – w teorii sterowania parametry (należy odróżnić je od zmiennych) wynikają zwykle z fizycznych cech obiektu (jego wymiarów, stałych materiałowych) i służą do określenia właściwości układu. Mogą nimi być:
- stałe – określone liczby (często mianowane),
- w bardziej złożonych sytuacjach:
  - funkcje czasu,
  - funkcje współrzędnych układu.

Parametry występują zwykle jako współczynniki w opisie układu (chodzi o współczynniki równania różniczkowego, różnicowego, całkowego albo o współczynniki równań stanu). W przypadku, gdy zmienność parametrów w czasie nie występuje lub jest do pominięcia, układy takie nazywa się układami stacjonarnymi, w przypadku układów o parametrach zmiennych, nazywa się je układami niestacjonarnymi. Ponadto, z uwagi na przestrzenny charakter parametrów wyróżnia się układy o parametrach skupionych i układy o parametrach rozłożonych.